# 武井静夫
武井 静夫（たけい しずお、1929年3月10日-　）は、日本近代文学研究者。
北海道後志管内倶知安町生まれ。倶知安中学校（現・北海道倶知安高等学校）卒、札幌師範学校（現北海道教育大学札幌分校）卒、1949年倶知安町寒別小学校教諭、53年北海道倶知安高等学校教諭。この間に日本大学文理学部国文学科を通信教育で卒業。中学時代に高山亮二から国語を習い、のち同僚としてともに有島武郎を研究。1967年北海道砂川南高等学校教諭、1970年北海道仁木商業高等学校教諭。

## 著書
- 『後志の文学』北書房 1970
- 『若き日の伊藤整』冬樹社 1974
- 『『信天翁』発刊前夜』北書房 雪明りの叢書 1975
- 『伊藤整雑記帳』えぞまつ豆本 1977
- 『ニセコの山々』北海道テレビ放送 HTBまめほん 1985
- 『レルヒ中佐のエゾ富士登山』倶知安郷土研究会 倶知安双書 1985
- 『倶知安の夜明け 最初の開拓者たち』倶知安郷土研究会 倶知安双書 1988
- 『北鉄線物語』余市豆本 1988
- 『沼田流人伝 埋れたプロレタリア作家』倶知安郷土研究会 倶知安双書 1992
- 『倶知安文学運動史 俳句・短歌編』倶知安郷土研究会 倶知安双書 1994

### 共著
- 『倶知安の地名』浜谷六郎共著 倶知安郷土研究会 倶知安双書 1985